# Präteritopräsens
Präteritopräsentia sind eine spezielle Gruppe von Verben in den germanischen Sprachen. Sie entstanden aus den Präteritum- (bzw. urindogermanischen Perfekt-)Formen einiger starker Verben, haben sich aber von diesen abgelöst und bilden nun eigene lexikalische Einheiten. Eine neue schwache Form des Präteritums wurde im Deutschen durch Anfügen eines Suffixes -t(e) gebildet, das sogenannte „Dentalsuffix“.
Die Gruppe der Präteritopräsentia überschneidet sich unter anderem mit der Gruppe der Modalverben.

## Einführendes Beispiel
Ein nicht nur morphologisch, sondern auch semantisch deutliches Beispiel ist das Verb wissen, das auf die urindogermanische Perfektform 3.Sg. *u̯oid-e ‚er hat gesehen‘, 3.Pl. *u̯id-n̥t ‚sie haben gesehen‘ zurückgeht (vgl. lat. vidēre ‚sehen‘).
|                          | Gotisch | Altenglisch | Deutsch | Altnordisch | Dänisch | Schwedisch | Isländisch |
| Infinitiv                | witan   | witan       | wissen  | vita        | vide    | veta       | vita       |
| Präsens 1. und 3. Sg.    | wait    | wāt         | weiß    | veit        | ved     | vet        | veit       |
| Präsens 3. Pl.           | witun   | witon       | wissen  | vitu        | ved     | vet        | vita       |
| Präteritum 1. und 3. Sg. | wissa   | wisse       | wusste  | vissa/vissi | vidste  | visste     | vissi      |
| Partizip Präsens         | witands | witende     | wissend | vitandi     | vidende | vetande    | vitandi    |
| Partizip Perfekt         | witans  | gewiten     | gewusst | vitat       | vidst   | vetat      | vitað      |

## Präteritopräsentia im Urgermanischen
Die für das Urgermanische angenommenen bzw. erschlossenen Verben sind:
| Infinitiv | Bedeutung                                 | Klasse | Präsens | Präteritum |
| *witana   | wissen                                    | I      | wait    | wissa      |
| *lisana   | wissen                                    | I      | lais    | lissa      |
| *aigana   | haben, besitzen                           | I      | aig     | aihta      |
| *dugana   | nützen                                    | II     | daug    | duhta      |
| *unnana   | gewähren                                  | III    | ann     | unþa       |
| *kunnana  | wissen (wie man etwas tut), später können | III    | kann    | kunþa      |
| *þurbana  | brauchen                                  | III    | þarb    | þurfta     |
| *dursana  | wagen                                     | III    | dars    | dursta     |
| *skulana  | müssen, später sollen                     | IV     | skal    | skulda     |
| *munana   | denken                                    | IV     | man     | munda      |
| *gamunana | erinnern                                  | IV     | gaman   | gamunda    |
| *binugana | erforderlich sein                         | V      | binag   | binuhta    |
| *ganugana | genügen                                   | V      | ganag   | ganuhta    |
| *magana   | können, später mögen                      | V      | mag     | mahta      |
| *ōgana    | fürchten                                  | VI     | ōg      | ōhta       |
| *mōtana   | mögen, später müssen                      | VI     | mōt     | mōsta      |
| *gamōtana | Platz haben                               | VI     | gamōt   | gamōsta    |

## Präteritopräsentia im Deutschen

### Althochdeutsch
| Art des Verbes     | Form                      | Bedeutung                 |
| ------------------ | ------------------------- | ------------------------- |
| starkes Verb       | Präteritum: reit – ritun  | Präteritum: ritt – ritten |
| Präteritopräsentia | Präteritum: weiz – wizzun | Präsens: weiß – wissen    |

Die Präteritumsform weiz entsprach ursprünglich „ich habe gesehen, ich sah“. Sie bezeichnete also ein Geschehen, welches zum Zeitpunkt des Sprechens abgeschlossen war, dessen Resultat jedoch direkt auf die Gegenwart Einfluss hatte. Dies ergibt für die Präteritumsform die Präsensbedeutung „mir ist bekannt, ich kenne, ich weiß“, da das Ergebnis bzw. die Erkenntnis als noch immer andauernd bezeichnet werden kann.
In althochdeutscher Zeit hatten diese Verben nur mehr eine präsentische Bedeutung.
Das Präteritum dieser Verbenklasse wird schwach durch Anhängen eines Suffixes gebildet.
Präteritopräsentia zeigen Ablaut und Flexion eines ablautenden Präteritums, weswegen sie den entsprechenden Ablautreihen zugeordnet werden.
Anmerkung: Leere Zellen lassen auf nicht überlieferte Formen schließen.
| Ablautreihe | Präs. Ind. 1.,3. Sg. | Präs. Ind. 2. Sg. | Präs. Ind. 1.,3. Pl. | Infinitiv    | Prät. Ind.   | Bedeutung          |
| ----------- | -------------------- | ----------------- | -------------------- | ------------ | ------------ | ------------------ |
| I           | weiz                 | weist             | wizzun               | wizzan       | wissa        | wissen, erkennen   |
| I           |                      |                   | eigun                |              |              | haben, besitzen    |
| II          | toug                 |                   | tugun                |              | tohta        | taugen             |
| III         | gan                  |                   | gunnun               | gunnan       | gonda        | gönnen             |
| III         | kann                 | kanst             | kunnun               | kunnan       | konda        | kennen, können     |
| III         | darf                 | darft             | durfun               | durfan       | dorfta       | bedürfen, brauchen |
| III         | gitar                | gitarst           | giturrun             |              | gitorsta     | wagen              |
| IV          | scal                 | scalt             | sculun               | sculan       | scolta       | sollen, müssen     |
| IV          | ginah                |                   |                      |              |              | im Überfluss haben |
| V           | mag                  | maht              | magun, mugun         | magan, mugan | mahta, mohta | vermögen, können   |
| VI          | muoz                 | muost             | muozun               |              | muosa        | können, dürfen     |

### Mittelhochdeutsch
| Ablautreihe | Präs. Ind. 1.,3. Sg.      | Präs. Ind. 2. Sg. | Präs. Ind. 1.,3. Pl. Inf.  | Part. Präs.      | Prät. Ind.                        | Part. Prät.                                              |
| ----------- | ------------------------- | ----------------- | -------------------------- | ---------------- | --------------------------------- | -------------------------------------------------------- |
| I           | weiz                      | weist             | wizzen                     | wizzende         | wisse, wesse, wiste, weste, wuste | gewissen (fast nur adjektivisch), gewist, gewest, gewust |
| I           |                           |                   | eigen                      |                  |                                   | eigen (ist aber schon Adjektiv)                          |
| II          | touc                      |                   | tugen, tügen               | tugende          | tohte                             |                                                          |
| III         | gan (< ge-an)             | ganst             | gunnen, günnen             |                  | gunde                             | gegunnen, gegunnet (, gegunst)                           |
| III         | kan                       | kanst             | kunnen, künnen             |                  | konde                             |                                                          |
| III         | darf                      | darft             | durfen, dürfen             |                  | dorfte                            | (bedorft)                                                |
| III         | tar                       | tarst             | turren, türren             |                  | torste                            |                                                          |
| IV          | sol, sal (, schol, schal) | solt, salt        | soln, suln, süln           |                  | solte, solde                      |                                                          |
| V           | mac                       | maht              | magen, megen, mugun, mügen | megende, mügende | mahte, mohte                      |                                                          |
| VI          | muoz                      | muost             | muozen, müezen             |                  | muose, muoste                     |                                                          |

Anmerkungen:
- zu touc: Der Übergang zur schwachen Flexion setzt im 13. Jahrhundert ein.

### Neuhochdeutsch
Die meisten Grundverben der heutigen Präteritopräsentia des Deutschen sind ausgestorben; dagegen sind von ihnen sechs abgeleitete Präteritopräsentia in der neuhochdeutschen Sprache erhalten: dürfen, können, mögen, müssen, sollen, wissen.
Ihre Kennzeichen, die sie von anderen Verben unterscheiden, sind folgende:
- Vokalwechsel von Singular zu Plural im Präsens Indikativ
- fehlende Endung -t in der 3. Person Singular im Präsens Indikativ
- Dentalsuffix -t- und sogenannter Rückumlaut im Präteritum Indikativ
- fehlende Imperative (außer: „wisse!“)

Die meisten dieser Merkmale teilen sie sich mit dem Modalverb wollen; historisch betrachtet ist dieses jedoch kein Präteritopräsens, sondern eine Optativform (Wunschform). Sollen wiederum hat als einziges Präteritopräsentium im  heutigen Deutsch keinen Vokalwechsel.
Außer wissen dienen alle Präteritopräsentia im Deutschen als Modalverben.

## Präteritopräsentia im Englischen

### Altenglisch
Im Altenglischen gibt es folgende Präteritopräsentia. Sie sind nicht in allen Formen bezeugt, die folgenden Formen sind teilweise erschlossen.
| Konjugation           | Pronomen  | ‚können, etwas beherrschen‘ (heute can, could) | ‚können, die Möglichkeit haben etwas zu tun‘ (heute may, might) | ‚sollen‘ (heute shall, should) | ‚wissen‘ (veraltet wit) | ‚haben, schuldig sein‘ (heute owe, ought) | ‚nützen‘ (veraltet dow) | ‚wagen‘ (heute dare) | ‚sich erinnern‘ | ‚brauchen‘ (veraltet thar) | ‚müssen‘ (heute must, veraltet mote) |
| --------------------- | --------- | ---------------------------------------------- | --------------------------------------------------------------- | ------------------------------ | ----------------------- | ----------------------------------------- | ----------------------- | -------------------- | --------------- | -------------------------- | ------------------------------------ |
| Infinitiv             | Infinitiv | cunnan                                         | magan                                                           | sculan                         | witan                   | āgan                                      | dugan                   | durran               | ġemunan         | þurfan                     | mōtan                                |
| Präsens Indikativ     |           |                                                |                                                                 |                                |                         |                                           |                         |                      |                 |                            |                                      |
| ic                    | cann      | mæg                                            | sceal                                                           | wāt                            | āh                      | dēah                                      | dearr                   | ġeman, ġemon         | þearf           | mōt                        |                                      |
| þū                    | canst     | meaht                                          | scealt                                                          | wāst                           | āhst                    | dēaht                                     | dearst                  | ġemanst              | þearft          | mōst                       |                                      |
| hē/hit/hēo            | cann      | mæg                                            | sceal                                                           | wāt                            | āh                      | dēah                                      | dearr                   | ġeman, ġemon         | þearf           | mōt                        |                                      |
| wē/gē/hīe             | cunnon    | magon                                          | sculon                                                          | witon                          | āgon                    | dugon                                     | durron                  | ġemunon              | þurfon          | mōton                      |                                      |
| Präteritum Indikativ  |           |                                                |                                                                 |                                |                         |                                           |                         |                      |                 |                            |                                      |
| ic                    | cūðe      | meahte                                         | sceolde                                                         | wisse, wiste                   | āhte                    | dohte                                     | dorste, dyrste          | ġemunde              | þorfte          | mōste                      |                                      |
| þū                    | cūðest    | meahtest                                       | sceoldest                                                       | wissest, wistest               | āhtest                  | dohtest                                   | dorstest, dyrstest      | ġemundest            | þorftest        | mōstest                    |                                      |
| hē/hit/hēo            | cūðe      | meahte                                         | sceolde                                                         | wisse, wiste                   | āhte                    | dohte                                     | dorste, dyrste          | ġemunde              | þorfte          | mōste                      |                                      |
| wē/gē/hīe             | cūðon     | meahton                                        | sceoldon                                                        | wisson, wiston                 | āhton                   | dohton                                    | dorston, dyrston        | ġemundon             | þorfton         | mōston                     |                                      |
| Präsens Konjunktiv    |           |                                                |                                                                 |                                |                         |                                           |                         |                      |                 |                            |                                      |
| ic/þū/hē/hit/hēo      | cunne     | mæge                                           | scule                                                           | wite                           | āge                     | dyge, dūge                                | durre, dyrre            | ġemune               | þyrfe, þurfe    | mōte                       |                                      |
| wē/gē/hīe             | cunnen    | mægen                                          | sculen                                                          | witaþ                          | āgen                    | dūgen                                     | durren, dyrren          | ġemunen              | þurfen          | mōten                      |                                      |
| Präteritum Konjunktiv |           |                                                |                                                                 |                                |                         |                                           |                         |                      |                 |                            |                                      |
| ic/þū/hē/hit/hēo      | cūðe      | meahte                                         | sceolde                                                         | wisse, wiste                   | āhte                    | dohte                                     | dorste, dyrste          | ġemunde              | þorfte          | mōste                      |                                      |
| wē/gē/hīe             | cūðen     | meahten                                        | sceolden                                                        | wisten                         | āhten                   | dohten                                    | dorsten, dyrsten        | ġemunden             | þorften         | mōsten                     |                                      |

Anmerkung:
- Ebenso wie cunnan wird geunnan ‚erlauben‘ konjugiert.

### Neuenglisch
Im Neuenglischen erkennt man die Präteritopräsentia am Fehlen des -s-Flexivs in der 3. Pers. Sg. Präsens, bspw. he can ‚er kann‘ im Vergleich zu he sings  ‚er singt‘, Präteritum he sang ‚er sang‘. Das Präsensparadigma von can ist folglich der Form nach identisch mit dem Präteritum starker Verben.
Außerdem kann man zu Präteritopräsentia keine infiniten Verbformen bilden, z. B. Infinitiv **to can, Partizip/Gerundium **canning.